# Маљано (Леко)
Маљано (итал. Magliano) је насеље у Италији у округу Лече, региону Апулија.
Према процени из 2011. у насељу је живело 2407 становника. Насеље се налази на надморској висини од 38 м.